# Xã Logan, Quận Lyon, Iowa
Xã Logan (tiếng Anh: Logan Township) là một xã thuộc quận Lyon, tiểu bang Iowa, Hoa Kỳ. Năm 2010, dân số của xã này là 338 người.